# István Messzi
István Messzi (Kiskunfélegyháza, 29 giugno 1961 – Katalinpuszta, 9 maggio 1991) è stato un sollevatore ungherese, medaglia d'argento nella categoria dei pesi massimi-leggeri ai Giochi di Seul 1988.
Morì in un incidente stradale nel 1991, a nemmeno trent'anni di età. Era affiliato al Kecskeméti Sport Club; dopo la morte gli è stato intitolato il palazzetto dello sport della città di Kecskemét.